# Dennis Deroey
Dennis Deroey (* 14. August 1987 in Löwen) ist ein belgischer Volleyballspieler.

## Karriere
Deroey begann seine Karriere bei Mitters Wespelaar. Später spielte er für VC Heverlee, bevor er zu Handelsgids Averbode wechselte. In der Saison 2006/07 spielte Averbode im CEV-Pokal, schied aber trotz des Heimvorteils im Vorrundenturnier aus. 2008/09 trat der Verein erneut im CEV-Pokal an und unterlag in der ersten Runde gegen OK Budućnost Podgorica. Deroey wechselte anschließend zu Argex Duvel Puurs. 2010 wurde der Außenangreifer vom belgischen Vizemeister Noliko Maaseik verpflichtet. Mit Maaseik wurde Deroey 2011 belgischer Meister und erreichte in der Champions League die zweite Playoff-Runde. In der folgenden Saison spielte er bei Topsport Herk-de-Stad. Im Sommer 2012 wechselte er zum deutschen Bundesligisten evivo Düren. 2013 kehrte Deroey zurück nach Belgien zu seinem früheren Verein Argex Duvel Puurs.
Neben der Karriere in der Halle absolvierte Deroey auch einige Beachvolleyball-Turniere der FIVB und CEV. 2012 stand er im Finale der belgischen Beach-Meisterschaft.